# Henk Duijn
Hendrik Simon (Henk) Duijn (Haarlem, 17 februari 1950) is een Nederlands beeldend kunstenaar.
Hij kreeg zijn opleiding aan de Academie voor Beeldende Vorming  in Tilburg.
Duijn is schilder en beeldhouwer.  Er zijn onder meer sculpturen van hem te zien in Amsterdam (zuilen op het Gerard Douplein en Avercampstraat) en in Hoorn (stalen objecten in de Noorderstraat).

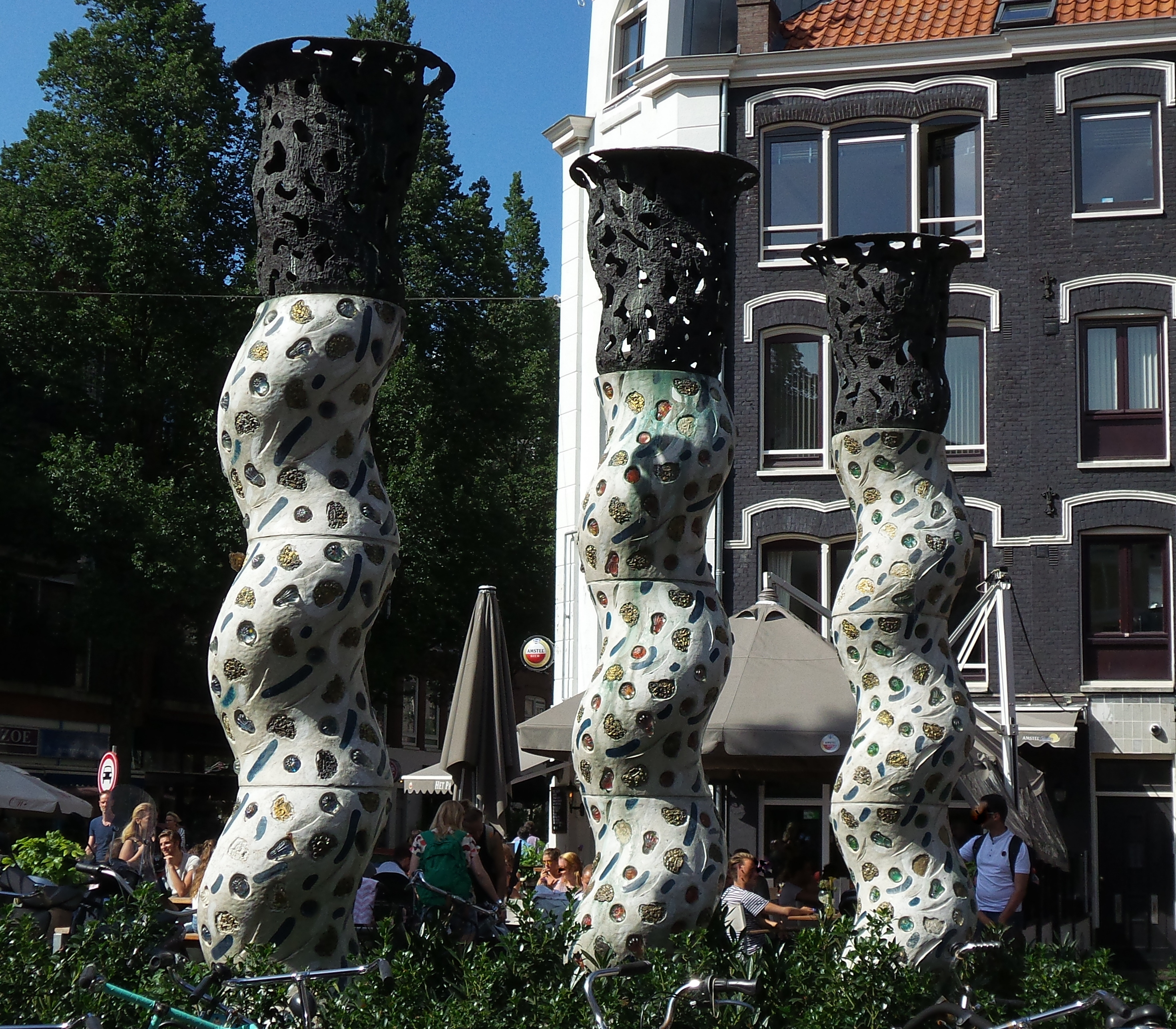
zuilen op het Gerard Douplein
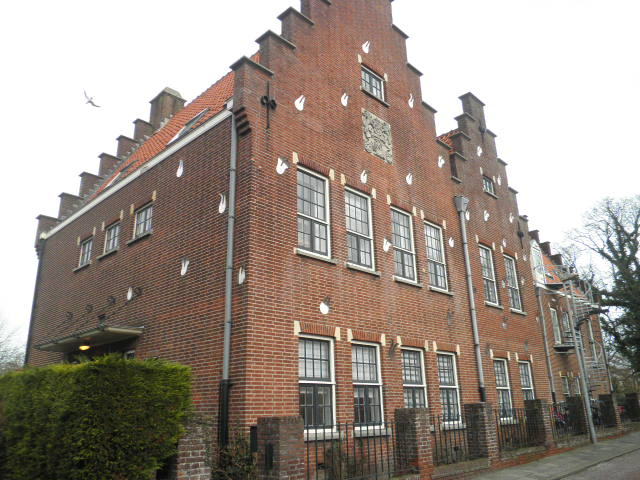
stalen objecten in de Noorderstraat

- Gemeinsame Normdatei: 118904841
- International Standard Name Identifier: 0000 0000 1059 0682
- Nederlandse Thesaurus van Auteursnamen: 073035246
- RKD-Nederlands Instituut voor Kunstgeschiedenis: 24668
- Virtual International Authority File: 72192851
- WorldCat: E39PBJht9gB9pjjq8HBGQbg7pP